# پابلو مارتینز (بازیکن فوتبال اسپانیایی)
پابلو مارتینز (انگلیسی: Pablo Martínez؛ زادهٔ ۲۲ فوریهٔ ۱۹۹۸) بازیکن فوتبال اهل اسپانیا است.